# Ногами вперёд
«Ногами вперёд» (англ. Feet First) — чёрно-белая американская кинокомедия 1930 года режиссёра Клайда Бракмана с участием известного комика Гарольда Ллойда.

## Сюжет
Гарольд Хорн (играет Гарольд Ллойд) — амбициозный продавец обуви из Гонолулу. Однажды он случайно встречается с дочерью своего босса (играет Барбара Кент), не зная кто она, и выдаёт себя за миллионера-бизнесмена.
В течение фильма Гарольд пытается, чтобы его обман не вскрылся.
В конце ленты незадачливый продавец оказывается в почтовом багаже на вершине небоскрёба и только чудом остаётся жив.

## Факты
- Сцена, в которой Гарольд висит высоко над улицей, напоминает похожую сцену из фильма «Наконец в безопасности» (1923) с тем же актёром в главной роли. Как заявил в 1962 году сам Ллойд, и там и здесь не использовались ни спецэффекты, ни комбинированные съёмки[2].
- В 1960-х Гарольд Ллойд решил переозвучить своего персонажа. При этом по неизвестным причинам имя главного героя поменялось с «Гарольд» на «Чарли».

## Премьерный показ в разных странах[3]
- США — 8 ноября 1930
- Финляндия — 23 февраля 1931
- Франция — 30 апреля 1931
- Великобритания — 5 октября 1931
- Австрия, Германия — 1931
- Турция — 1932

Кроме того, фильм официально переводился на испанский, греческий и итальянский языки.